# Las Cinco Lagunas
Die Cinco Lagunas sind während der letzten Eiszeit entstandene Gletscherseen, die sich an der Nordseite des Zentralsystems der Sierra de Gredos auf einer Höhe zwischen 1850 und 2170 m in der spanischen Provinz Ávila befinden.

## Geografische Lage
Auf einem durch Steinmännchen markierten Wanderweg aus Navalperal de Tormes kommend, gelangt man nach ca. 10 km zur Laguna de Majalaescoba. An deren linker Flanke steigt man weitere 200 m steil zum Circo de Cinco Lagunas auf, welcher durch eine Granitwand abgetrennt ist. Im Circo angekommen, erreicht man nacheinander die Lagunas (Seen) Bajera (2.095 m), Galana, Medianera, Doncella und letztendlich die größte, Cimera (2.125 m).
Von der Laguna Cimera aus kann man den steilen Aufstieg über ein Granitfeld zum Gipfel der Galana (2.572 m) über die Laguna del Gutre fortsetzen. Diese Lagune ist mit 2.170 m die höchste in der Sierra de Gredos und wird durch das fast ganzjährig bestehende Schneefeld an der Nordwand der Galana gespeist.

## Weblink
- Beschreibung und Impressionen (span.)